# Aureole Hills
Die Aureole Hills (englisch für Heiligenscheinhügel; in Argentinien Cerro Camelo, spanisch für Kamelhügel) umfassen zwei strukturlose, eisbedeckte Hügel von 1015 und 1080 m Höhe im Grahamland auf der Antarktischen Halbinsel. Sie ragen westlich des nördlichen Endes des Detroit-Plateaus auf der Trinity-Halbinsel auf.
Ihren deskriptiven Namen erhielten die Hügel durch den Falkland Islands Dependencies Survey nach einer geodätischen Vermessung im Jahre 1948. Auch die argentinische Benennung ist deskriptiv und bezieht sich auf die Ähnlichkeit der Hügel mit Kamelhöckern.